# Nacht über Europa: 14–18
Nacht über Europa: 14–18 ist ein französischer Dokumentarfilm aus dem Jahr 1963.

## Handlung
Filmaufnahmen und Wochenschauberichte zeigen die Geschichte des Ersten Weltkrieges. Themen sind das Attentat auf den österreichischen Thronfolger Erzherzog Franz Ferdinand in Sarajevo, der deutsche Angriff auf Belgien, Luxemburg und Frankreich, die Schlachten an der Marne und bei Verdun, der Kriegseintritt der USA, die russische Oktoberrevolution und die letzte Offensive, die Deutschland zur Kapitulation zwang.

## Kritiken
Das Lexikon des internationalen Films über den Film: „Trotz eigenwilliger Interpretation mancher Fakten überaus eindringlich. Im Kommentar frei von herkömmlichen Kriegsberichtsklischees, ganz den Opfern des wahnsinnigen Völkermordens verpflichtet.“

## Auszeichnungen
1965 wurde der Film in der Kategorie Bester Dokumentarfilm für den Oscar nominiert.

## Hintergrund
Die Uraufführung fand am 10. März 1965 in New York statt. In Deutschland wurde er am 1. August 1964 im Fernsehen ausgestrahlt.